# Alysina nullifera
Alysina nullifera är en fjärilsart som beskrevs av Walker 1857. Alysina nullifera ingår i släktet Alysina och familjen nattflyn. Inga underarter finns listade i Catalogue of Life.